# 노네정
노네정(野根町)은 일본 고치현 아키군에 설치되었던 정이다. 현재의 도요정의 일부에 해당한다.